# Карраро, Мартина
Мартина Карраро (итал. Martina Carraro; род. 21 июня 1993, Генуя) — итальянская пловчиха. Чемпионка Европы. Призёр чемпионатов мира и Европы.

## Карьера
Специализируется в брассе. Чемпион Италии на дистанции 100 м брассом и вице-чемпион Италии на дистанции 50 м (2009 год). В августе 2010 года на юношеских Играх в Сингапуре завоевала серебряную медаль в заплыве на 50 метров.
9 июля 2015 года на Универсиаде в Кванджу установлен итальянский национальный рекорд на дистанции 50 метров брассом, и завоевана бронзовая медаль.
На чемпионате Европы по водным видам спорта в 2016 году в составе эстафетных команд сумела завоевать две серебряные медали.
В третий день чемпионата мира на короткой воде в Ханчжоу, Мартина завоевала личную бронзовую медаль на 50 метрах брассом. Это первый подиум итальянской пловчихи на чемпионатах планеты. 
В декабре 2019 года, в Глазго, на чемпионате Европы по плаванию на короткой воде, на дистанции 50 метров брассом, Мартина завоевала серебряную медаль, уступив победительнице 0,28 секунды. Через два дня одержала победу на дистанции 100 метров брассом. 
В мае 2021 года на чемпионате Европы в Будапеште, Мартина на дистанции 100 метров брассом завоевала бронзовую медаль, проплыв в финальном заплыве за 1:06,21. 